# El Llano, Tuxpan
El Llano är en ort i Mexiko.   Den ligger i kommunen Tuxpan och delstaten Michoacán de Ocampo, i den södra delen av landet, 140 km väster om huvudstaden Mexico City. El Llano ligger 1 865 meter över havet och antalet invånare är 145.
Terrängen runt El Llano är lite bergig. Runt El Llano är det ganska tätbefolkat, med 116 invånare per kvadratkilometer. Närmaste större samhälle är Ciudad Hidalgo, 12,2 km nordväst om El Llano. Omgivningarna runt El Llano är en mosaik av jordbruksmark och naturlig växtlighet.